# Intermezzo

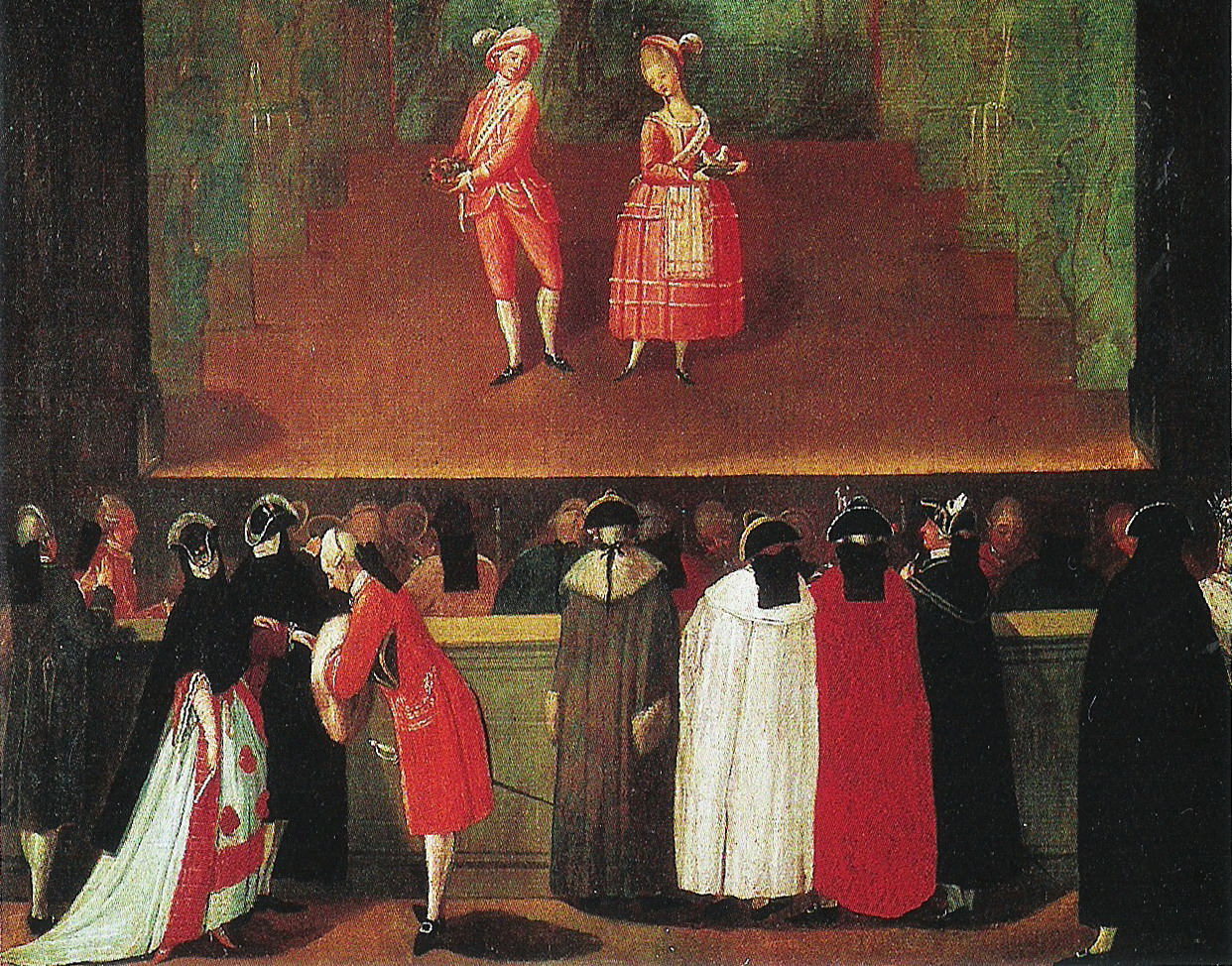
Dipinto del XVIII secolo raffigurante una scena di un intermezzo comico a Venezia.

In musica, per intermezzo si intendono brani per l'orchestra, all'origine eseguiti tra un atto e l'altro e successivamente divenuti brani strumentali, collocati nel mezzo di una scena drammatica; come ad esempio gli atti di una commedia o i movimenti di un lungo lavoro strumentale.
Nella storia della musica questo termine ha avuto significati differenti. Si distinguono in particolare il genere operistico settecentesco dell'intermezzo, l'intermezzo sinfonico che separa gli atti delle opere e l'intermezzo strumentale.

## Il genere operistico
Nel XVIII secolo il termine intermezzo indicava quei brevi spettacoli, per lo più di carattere buffo, che venivano allestiti tra un atto e l'altro delle opere serie italiane.
Queste brevi opere potevano essere in un atto o occupare entrambi gli intervalli (dato che l'opera seria era normalmente costituita da tre atti). Talvolta uno stesso intermezzo poteva essere inserito in opere diverse. I personaggi erano spesso dei tipi tratti dal repertorio della commedia dell'arte.
Gli intermezzi buffi ebbero spesso maggior fortuna delle opere che li ospitavano, grazie alla loro comicità e brevità, nonché ai modesti costi di allestimento. Negli anni trenta del Settecento questo genere si diffuse in tutta l'Europa e in alcune città, come ad esempio Mosca, gli intermezzi furono rappresentati parecchi anni prima delle opere serie a cui si abbinavano.
Il più noto e fortunato di questi intermezzi è La serva padrona di Pergolesi, il cui successo internazionale diede origine alla famosa Querelle des bouffons. L'intermezzo buffo italiano contribuì alla nascita del genere dell'opéra comique in Francia, verso la metà del XVIII secolo. Nel tardo Settecento italiano si definivano intermezzi normali opere buffe in due atti.
Nella tradizione melodrammatica francese, funzione di intermezzo era invece assegnata a balletti noti come divertissement.

## Intermezzo sinfonico eEntr'acte
La forma operistica dell'intermezzo, tipica del melodramma del secondo '800 e del '900, deriva dall'analoga forma francese dell'entr'acte, di cui accoglie il carattere descrittivo. È talvolta abbinata a un programma, descritto nel libretto. Si tratta di fatto di un preludio che, anziché precedere il primo atto, si colloca subito prima di uno degli atti successivi o addirittura nel corso di un atto. Normalmente gli intermezzi sinfonici sono pensati per essere eseguiti a sipario chiuso, ma con alcune eccezioni.

### Esempi di intermezzi sinfonici
- Lohengrin di Richard Wagner (1850 - atto III)
- Carmen di Georges Bizet (1875 - atti II, III, IV - entr'acte)
- Il figliuol prodigo di Amilcare Ponchielli (1880 - atto IV)
- Le Villi di Giacomo Puccini (1884 - atto II: in due parti intitolate "L'abbandono" e "La tregenda")
- Marion Delorme di Amilcare Ponchielli (1885 - atto IV)
- Edgar di Giacomo Puccini (1889 - atti III e IV)
- Cavalleria rusticana di Pietro Mascagni (1890 - nel corso dell'atto unico)
- L'amico Fritz di Pietro Mascagni (1891 - atto III)
- Pagliacci di Ruggero Leoncavallo (1892 - atto II)
- I Rantzau di Pietro Mascagni (1892 - atto IV)
- Werther di Jules Massenet (1892 - atto IV)
- Hänsel und Gretel di Engelbert Humperdinck (1893 - atto III)
- Manon Lescaut di Giacomo Puccini (1893 - atto III)
- Thaïs di Jules Massenet (1894 - atto II - noto come Meditation)
- Guglielmo Ratcliff di Pietro Mascagni (1895 - atti III e IV)
- Adriana Lecouvreur di Francesco Cilea (1902 - atto IV)
- Madama Butterfly di Giacomo Puccini (1904 - atto III - originariamente a sipario aperto a metà dell'atto II)
- Suor Angelica di Giacomo Puccini (1918 - prima del finale, a sipario aperto)
- Billy Budd di Benjamin Britten (1951 - tra il secondo e il terzo quadro dell'atto III)

## L'intermezzo strumentale
L'intermezzo strumentale affermatosi nel XIX secolo è un brano posto tra due movimenti di un lavoro più esteso. Di breve durata e di carattere raccolto, di solito è una composizione per pianoforte solo, di forma libera.